# Violetta - Gira mi canción
En Gira è il quarto album di inediti tratto dalla Telenovela argentina Violetta. Pubblicato in Argentina il 18 luglio 2014 con il titolo Gira Mi Canción, arriva in Italia il 7 ottobre 2014.

## Tracce

### Edizione America Latina
1. Martina Stoessel e il cast – En Gira – 3:19
2. Jorge Blanco – Amor en el Aire – 3:26
3. Martina Stoessel – Supercreativa – 3:43
4. Martina Stoessel, Mercedes Lambre, Lodovica Comello, Candelaria Molfese e Alba Rico – Encender Nuestra Luz – 3:04
5. Diego Dominguez – Ser Quien Soy – 3:05
6. Mercedes Lambre – Quiero – 2:17
7. Ruggero Pasquarelli – Rescata Mi Corazón – 2:55
8. Lodovica Comello – Aprendí A Decir Adios – 3:40
9. Martina Stoessel – Descubrí – 3:38
10. Jorge Blanco, Ruggero Pasquarelli, Samuel Nascimento, Nicolás Garnier e Facundo Gambandé – Queen of the dance floor – 3:00
11. Martina Stoessel – Underneath It All – 3:41
12. Martina Stoessel, Lodovica Comello e Candelaria Molfese – A Mi Lado – 3:05
13. Martina Stoessel e il cast – Friends Till The End – 3:23

### Edizione Italia
1. Martina Stoessel e il cast – En Gira – 3:19
2. Jorge Blanco – Amor en el Aire – 3:26
3. Martina Stoessel – Supercreativa – 3:43
4. Martina Stoessel, Mercedes Lambre, Lodovica Comello, Candelaria Molfese e Alba Rico – Encender Nuestra Luz – 3:04
5. Diego Domínguez – Ser Quien Soy – 3:05
6. Mercedes Lambre – Quiero – 2:17
7. Ruggero Pasquarelli – Rescata Mi Corazón – 2:55
8. Lodovica Comello – Aprendí A Decir Adios – 3:40
9. Martina Stoessel – Descubrí – 3:38
10. Martina Stoessel – Underneath It All – 3:41
11. Martina Stoessel, Lodovica Comello e Candelaria Molfese – A Mi Lado – 3:05
12. Martina Stoessel e il cast – Friends Till The End – 3:23
13. Jorge Blanco – Quanto Amore Nell'Aria – 3:26

## Date di pubblicazione
| Paese           | Titolo             | Data di uscita   | Note              |
| --------------- | ------------------ | ---------------- | ----------------- |
| Argentina       | Gira Mi Canción    | 18 luglio 2014   |                   |
| Bolivia         | Gira Mi Canción    | 18 luglio 2014   |                   |
| Cile            | Gira Mi Canción    | 18 luglio 2014   |                   |
| Colombia        | Gira Mi Canción    | 18 luglio 2014   |                   |
| Costa Rica      | Gira Mi Canción    | 18 luglio 2014   |                   |
| Ecuador         | Gira Mi Canción    | 18 luglio 2014   |                   |
| Guatemala       | Gira Mi Canción    | 18 luglio 2014   |                   |
| Honduras        | Gira Mi Canción    | 18 luglio 2014   |                   |
| Messico         | Gira Mi Canción    | 18 luglio 2014   |                   |
| Paraguay        | Gira Mi Canción    | 18 luglio 2014   |                   |
| Perù            | Gira Mi Canción    | 18 luglio 2014   |                   |
| Rep. Dominicana | Gira Mi Canción    | 18 luglio 2014   |                   |
| Uruguay         | Gira Mi Canción    | 18 luglio 2014   |                   |
| Venezuela       | Gira Mi Canción    | 18 luglio 2014   |                   |
| Brasile         | Gira Mi Canción    | 8 settembre 2014 | [ 1 ] [ 2 ] [ 3 ] |
| Italia          | Violetta - En Gira | 7 ottobre 2014   | [ 4 ]             |